# HD 170642
HD 170642 eller HR 6942, är en ensam stjärna belägen i mellersta delen av stjärnbilden Södra kronan. Den har en skenbar magnitud av ca 5,16 och är svagt synlig för blotta ögat där ljusföroreningar ej förekommer. Baserat på parallaxmätning inom Hipparcosuppdraget på ca 14,23 mas beräknas den befinna sig på ett avstånd av ca  229 ljusår (ca  70 parsec) från solen. Den rör sig närmare solen med en heliocentrisk radialhastighet av ca -6 km/s. Stjärnan minskas på dess nuvarande avstånd i ljusstyrka genom skymning av interstellärt stoft med 0,28 magnitud och den har en absolut magnitud på +0,93.

## Egenskaper
HD 170642 är en vit till blå stjärna i huvudserien av spektralklass A3 V. Andra källor inkluderar breda/diffusa absorptionslinjer på grund av snabb rotation. Den har en massa av ca 2,3 solmassor, en radie av ca 2,6 solradier och utsänder energi från dess fotosfär motsvarande ca 33 gånger solen vid en effektiv temperatur av ca 8 900 K. Den har en järnmängd på 74 procent av solens. Liksom de flesta heta stjärnor roterar den snabbt med en projicerad rotationshastighet på 177 km/s.